# Gura Dimienii
Gura Dimienii – wieś w Rumunii, w okręgu Buzău, w gminie Beceni. W 2011 roku liczyła 655 mieszkańców.